# Coupe de Nouvelle-Zélande féminine de football
La Coupe de Nouvelle-Zélande féminine de football, baptisée depuis 2018 Kate Sheppard Cup en l'honneur de l'activiste Kate Sheppard, est une compétition féminine de football néo-zélandaise.

## Palmarès
| Saison | Vainqueur                                         | Score                                             | Finaliste                                         |
| ------ | ------------------------------------------------- | ------------------------------------------------- | ------------------------------------------------- |
| 1994   | Nomads United                                     | 0–0 (4-3)                                         | Waikato Unicol                                    |
| 1995   | Waikato Unicol                                    | 3–1                                               | Petone                                            |
| 1996   | Lynn-Avon United                                  | 4–2                                               | Petone                                            |
| 1997   | Three Kings United                                | 7–5                                               | Petone                                            |
| 1998   | Three Kings United                                | 4–2                                               | Petone                                            |
| 1999   | Three Kings United                                | 3–2                                               | Wairarapa United                                  |
| 2000   | Lynn-Avon United                                  | 6–0                                               | Wairarapa United                                  |
| 2001   | Ellerslie AFC                                     | 1–0                                               | Lynn-Avon United                                  |
| 2002   | Lynn-Avon United                                  | 0–0 (5-3)                                         | Ellerslie AFC                                     |
| 2003   | Lynn-Avon United                                  | 4–1                                               | Ellerslie AFC                                     |
| 2004   | Lynn-Avon United                                  | 1–0                                               | Three Kings United                                |
| 2005   | Lynn-Avon United                                  | 2–0                                               | Eastern Suburbs                                   |
| 2006   | Lynn-Avon United                                  | 3–0                                               | Western Springs                                   |
| 2007   | Western Springs                                   | 2–1                                               | Glenfield Rovers                                  |
| 2008   | Lynn-Avon United                                  | 6–2                                               | Western                                           |
| 2009   | Lynn-Avon United                                  | 5–1                                               | Claudelands Rovers                                |
| 2010   | Claudelands Rovers                                | 5–4                                               | Three Kings United                                |
| 2011   | Glenfield Rovers                                  | 5–4                                               | Coastal Spirit                                    |
| 2012   | Three Kings United                                | 2–0                                               | Massey University                                 |
| 2013   | Coastal Spirit                                    | 1–0                                               | Glenfield Rovers                                  |
| 2014   | Glenfield Rovers                                  | 3–2                                               | Forrest Hill-Milford United                       |
| 2015   | Glenfield Rovers                                  | 4–0                                               | Massey University                                 |
| 2016   | Forrest Hill-Milford United                       | 2–2 (4-3)                                         | Glenfield Rovers                                  |
| 2017   | Glenfield Rovers                                  | 5–4                                               | Eastern Suburbs                                   |
| 2018   | Dunedin Technical                                 | 4–2                                               | Forrest Hill-Milford United                       |
| 2019   | Eastern Suburbs                                   | 4–0                                               | Coastal Spirit                                    |
| 2020   | Tournoi annulé à cause de la pandémie de covid-19 | Tournoi annulé à cause de la pandémie de covid-19 | Tournoi annulé à cause de la pandémie de covid-19 |
| 2021   | Wellington United                                 | 1–0                                               | Hamilton Wanderers                                |
| 2022   | Auckland United                                   | 1–0                                               | Northern Rovers                                   |
| 2023   | Western Springs                                   | 2–1                                               | Wellington United                                 |
| 2024   | Auckland United                                   | 1–0                                               | Western Springs                                   |